# Kirche Oberndorf (Kraftsdorf)

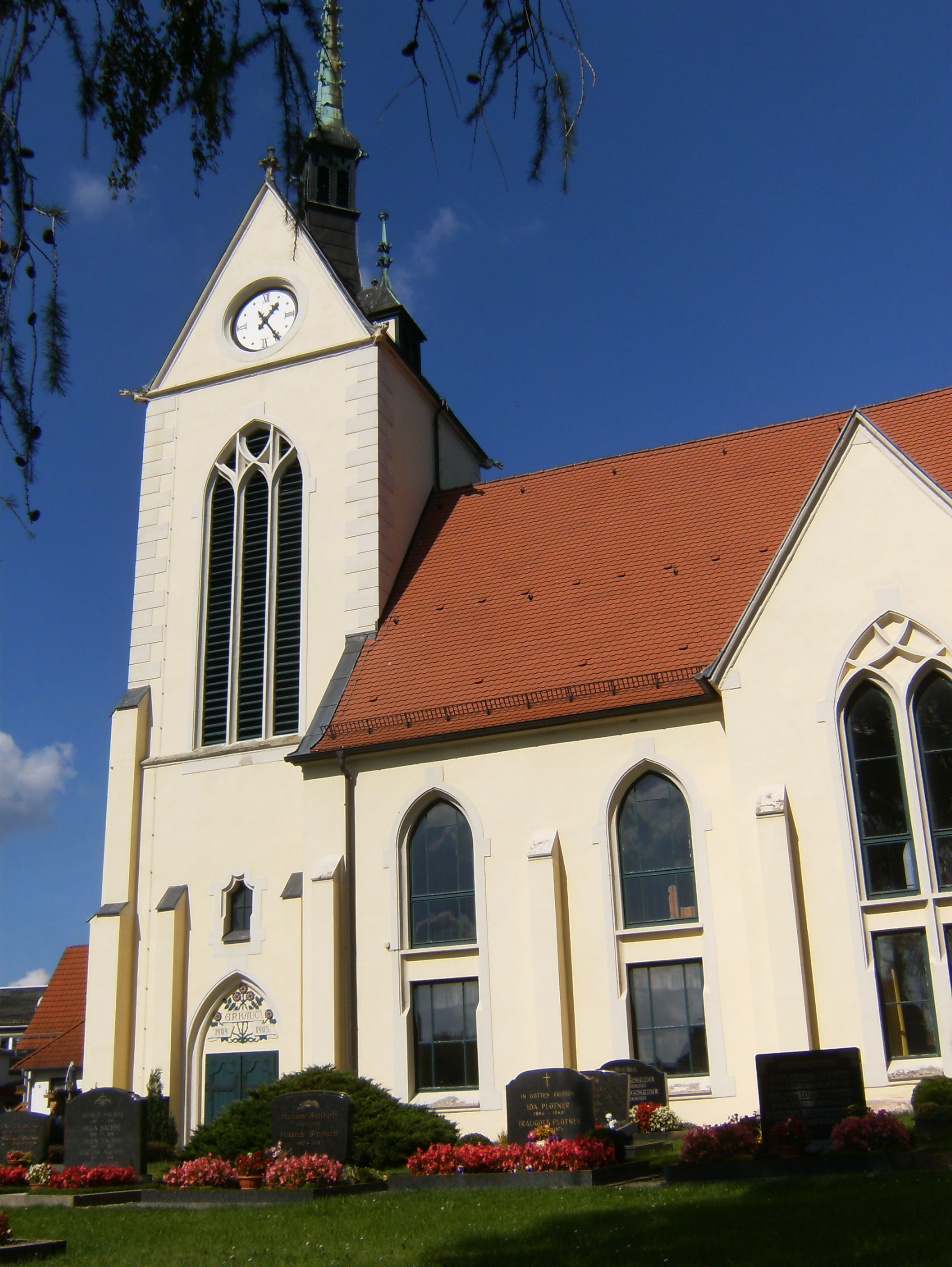
Kirche Oberndorf

Die evangelisch-lutherische, denkmalgeschützte Kirche Oberndorf steht in Oberndorf, einem Ortsteil von Kraftsdorf im Landkreis Greiz in Thüringen. Die Oberndorfer Kirche ist seit der Reformation Filialkirche der Hermsdorfer Salvatorkirche, d. h., die Kirchengemeinde Oberndorf gehört zum Pfarrbereich Hermsdorf im Kirchenkreis Eisenberg der Evangelischen Kirche in Mitteldeutschland.

## Beschreibung
Die Saalkirche wurde 1904/05 in Formen der Neogotik errichtet. Sie hat einen kreuzförmigen Grundriss, den Kirchturm im Westen und einen Chor mit fünfseitigem Abschluss im Osten. Der Turm hat Quaderputz anstelle von Ecksteinen und ein quergestelltes Satteldach, aus dem sich ein zierlicher Dachreiter erhebt. Im Turm läuten drei Stahlglocken von 1922. Der Turm und das Langhaus werden durch Strebepfeiler gestützt. Bei einem Umbau in den 1970er Jahren wurde der Innenraum in zwei Geschosse unterteilt, um Platz für Gemeinderäume im unteren Geschoss zu schaffen. Ferner wird der Chor durch eine Mauer abgetrennt und die südlich des Chores gelegene Sakristei beseitigt. Der Chorraum mit der neugotischen Kirchenausstattung wie Altar, Kanzel und Taufbecken wird noch heute genutzt. Die Gottesdienste finden im Obergeschoss statt. In Oberndorf stand seit 1906 eine Orgel von Friedrich Ladegast. Sie wurde 1975 ersetzt durch eine Orgel mit 7 Registern, verteilt auf ein Manual und ein Pedal, die 1886 Richard Kreutzbach für die Dorfkirche Wilchwitz gebaut hatte und von Laien in die Kirche nach Oberndorf umgesetzt wurde.